# 住谷綾香
住谷 綾香（すみたに あやか、1991年12月29日 - ）は、フリーアナウンサー。元とちぎテレビのアナウンサー。

## 略歴
広島市立三和中学校、広島県立広島井口高等学校を経て広島女学院大学卒業。
大学在学中、2012年4月から2014年3月22日までテレビ新広島『知りため!プラス』スポーツコーナーに出演。
2014年4月、とちぎテレビにアナウンサーとして入社。
2018年3月、とちぎテレビを退社。
2018年4月から故郷・広島を拠点にフリーアナウンサーとして活動開始し、ラジオパーソナリティ、ステージMC、スポーツリポーター、ナレーション、女優など幅広く活動している。
2019年、宇宙戦艦ヤマト2202ワールド広島・アンバサダー就任。
資格：保育士・幼稚園教諭1種免許、普通自動車運転免許。
大学生時代からとちぎテレビ時代の途中までの髪型はショートカットだったが、広島に戻ってからはロングである。
中学生時代は吹奏楽部に所属。

## 現在の出演

### ラジオ
- イブニングストリーム スポーツ（2019年10月3日 - 、FMちゅーピー76.6MHz）毎週木曜17時30分～19時 生放送
- SETOUCHI STARTUPS SELECTION（RCCラジオ）

### テレビ
- DAZN・Jリーグ公式映像中継（2019年3月 - ）ピッチリポーター
- スポライ（2020年10月 - 、ちゅピCOM）アシスタント
- イマナマ!（2021年3月 - 、中国放送）リポーター

### イベント
- 宇宙戦艦ヤマト2202ワールド 広島アンバサダー（2019年）

### スポーツ
- 岡山湯郷Belle スタジアムMC（2019年）

### CM
- 三建産業株式会社（2019年）出演・ナレーション
- 株式会社ひとジョブ（2019年）出演・ナレーション
- マリホ水族館「化ケモノ展」（2019年）ナレーション

## 過去の出演

### フリーアナウンサー
テレビ
- お得いっぱい! くるまで ぐるりん ひろしまね（2018年9月8日、広島ホームテレビ）ナレーション
- 恋とか愛とか（仮）（広島ホームテレビ）
  - 「まいにち、ポジティヴな男」（2018年10月）主演：北島さやか 役[6]
  - コイカリ×芸人SP第3弾「ノリで生きる男」（2019年11月8日）長谷川の恋人・陽子 役（静岡時代）
- 実況!山口ゆめ花博（2018年10月21日、テレビ新広島）リポーター
- おりづるタワー×恋とか愛とか（仮）「プライスレスな男」（2018年12月、広島ホームテレビ）マチナカ GLAMPING　さいねい龍二とカップル役で主演
- 恋とか愛とか（仮） Episode45「信じたい女」（2020年4月、広島ホームテレビ）主演
- ハナノサ!（2020年11月 - 2021年4月 / 2022年1月 - 9月、広島ホームテレビ）ナビゲーター
- eスポーツがくれた未来へのヒント（2021年8月11日深夜、中国放送）

配信
- YouTube リビングひろしまチャンネル「広島県 顔出しパネル サイコロの旅」（前編：2019年7月4日公開 後編：7月11日公開）リポーター

ラジオ
- マツダミュージックドライブ（2018年4月6日 - 2021年9月25日、中国放送）ナビゲーター[7]

イベント
- 全国都道府県対抗eスポーツ選手権 2022 TOCHIGI（2022年）総合司会

### とちぎテレビ
- とちテレニュースLIFE ニュースキャスター 月・火・水曜担当
- イブニング6 スポーツコーナーキャスター 月・金曜担当
- それゆけ!さのまる研究所〜激ウマ佐野らーめん＆佐野餃子探し旅〜（2016年、第1回から第4回まで）
  - 第1回・第2回 - パンクブーブー黒瀬純とリポート
  - 第3回・第4回 - しずる村上純とリポート
- とちぎ発!旅好き!（2014年9月18日 - 2017年3月16日）手島優に同行
- ダイアモンド☆ユカイのダイスき!道の駅（2015年4月30日・5月7日・6月25日）
- サッカーJ2中継（スカパー!）栃木SC ホームゲーム担当
- NBL B.LEAGUE中継（スポナビライブ）
- B1栃木ブレックス優勝パレード
- アジアリーグアイスホッケー H.C.栃木日光アイスバックス ホームゲーム中継
- 第93回 - 96回 全国高等学校サッカー選手権大会（95／96回大会では埼玉スタジアム2002でベンチリポーターを担当）
- とちてれ★アニメフェスタ!総合司会

### 大学生時代
- 知りため!プラス（2012年4月 - 2014年3月22日[3]、テレビ新広島）スポーツコーナー